# Iglesia de Santa Maria Zobenigo
La iglesia de Santa Maria Zobenigo, oficialmente Santa Maria del Giglio es una iglesia católica italiana situada en el Campo de Santa Maria Zobenigo, al oeste de la Piazza San Marco, en el sestiere de San Marco en Venecia.

## Historia
El edificio fue construido por la familia Zobenigo en el siglo X. Pietro Barbarigo fue el propietario de un edificio ubicado en el Campo de Santa Maria Zobenigo y había encargado a Giambattista una pintura titulada Nobleza y la virtud destrozando la ignorancia, realizada entre 1744 y 1745. Más tarde se convirtió en el techo de la Sala Tiepolo en Ca' Rezzonico.
La iglesia pertenece a la parroquia de San Moisés.

## Fachadas
Las fachadas carecen de elementos alusivos cristianos. Sin embargo, hay  una serie de relieves en mármol relacionados con los lugares donde Barbaro había servido, como: Candia, Zadar, Padua, Roma, Corfú y Split. Josse de Corte creó el busto central de este benefactor, representándolo junto con Horror, Virtud, Fama y Sabiduría.
Las otras estatuas son sus hermanos. En la parte superior de la fachada está tallado en relieve el escudo de armas de la familia Barbaro.

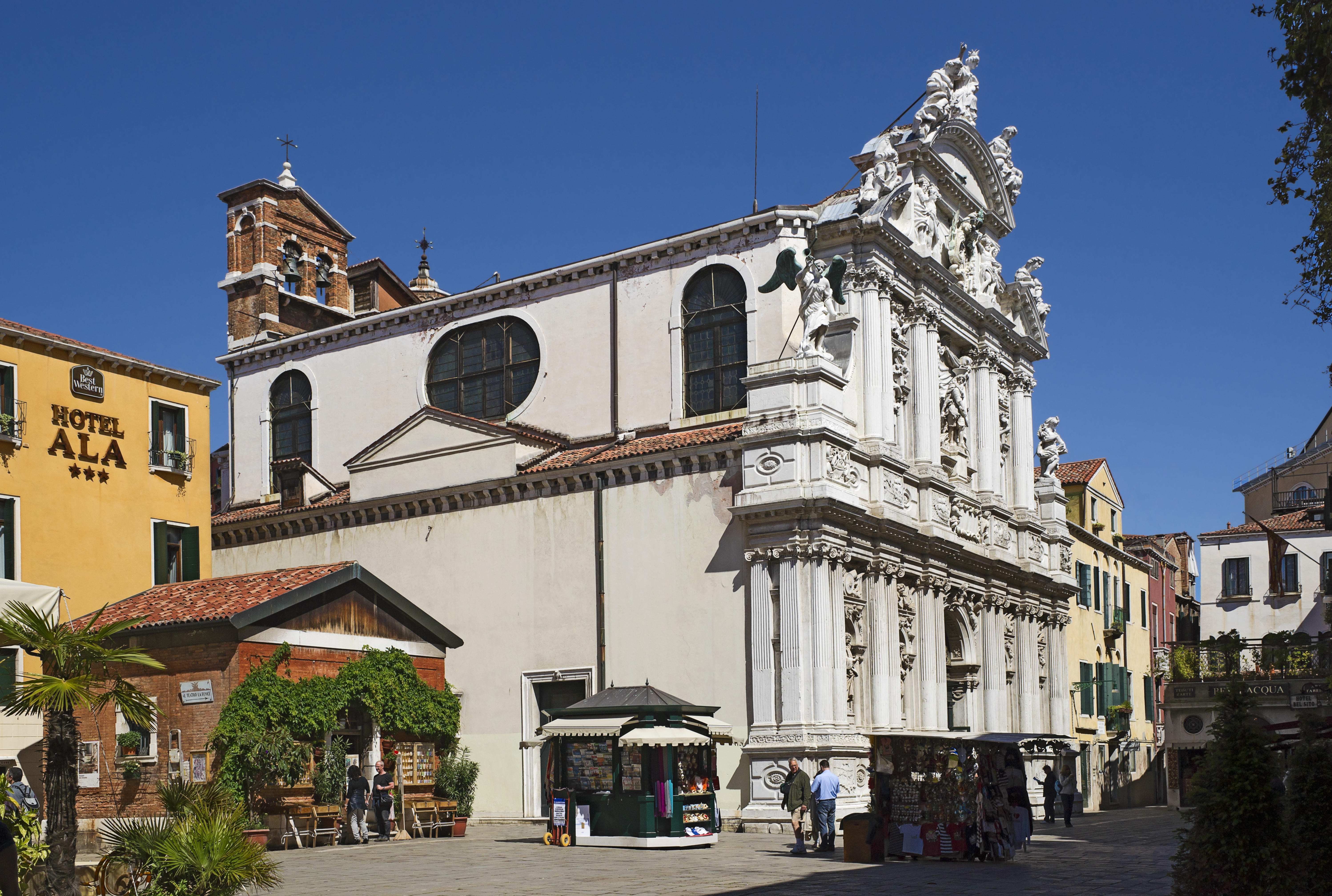
La Iglesia de Santa Maria del Giglio y le Campo Santa Maria Zobenigo.
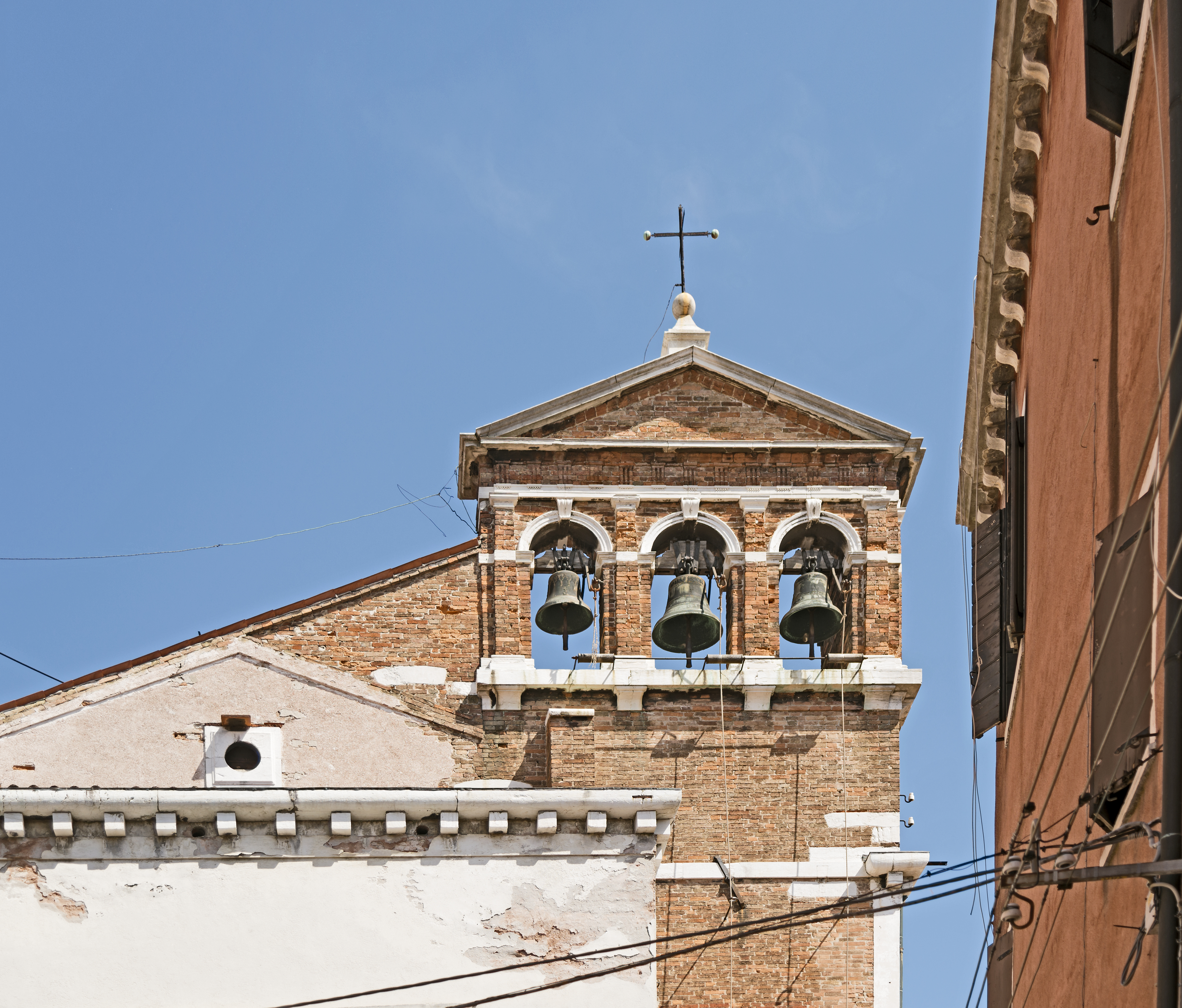
El campanario.
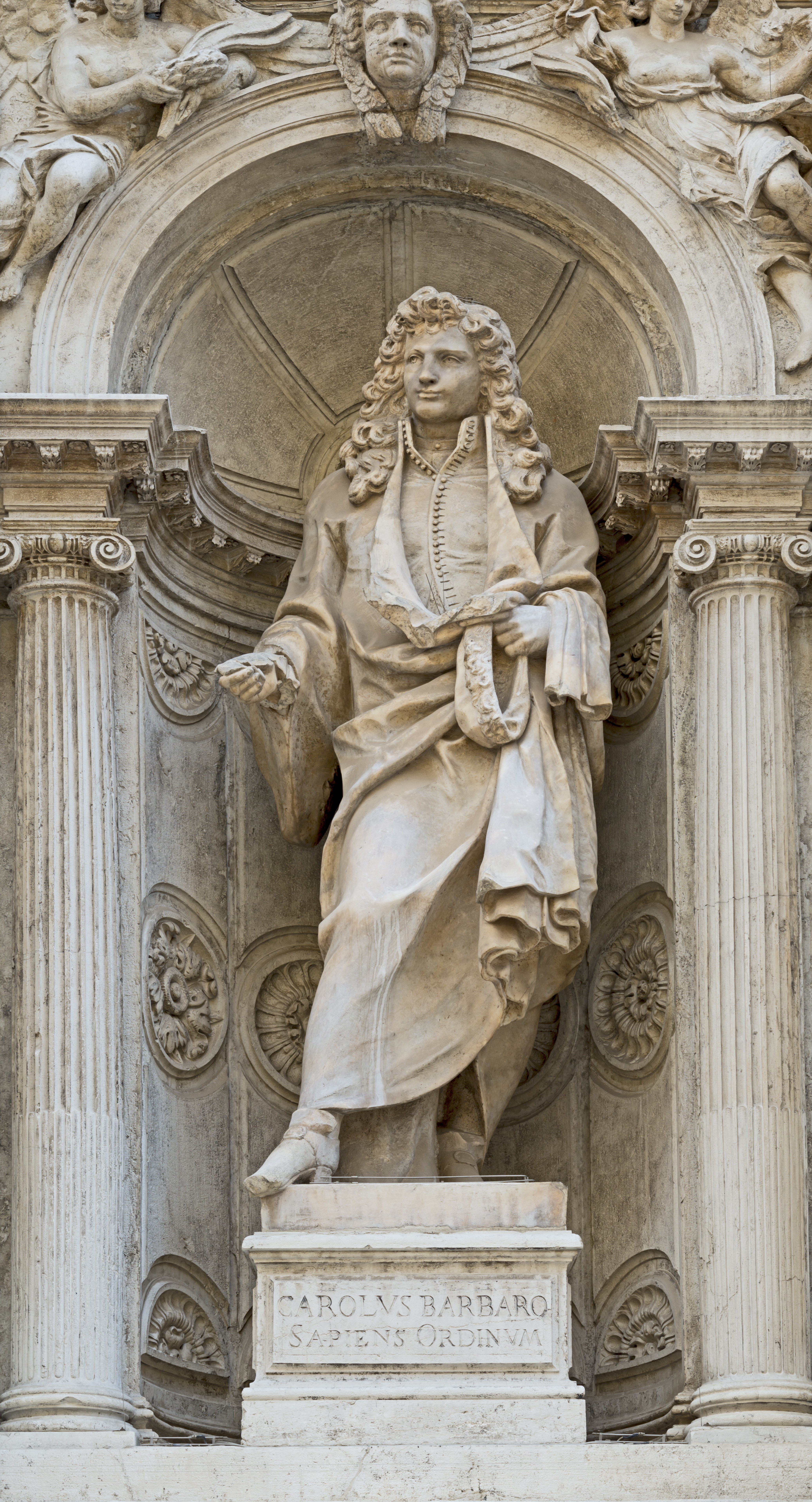
Carlo Barbaro.
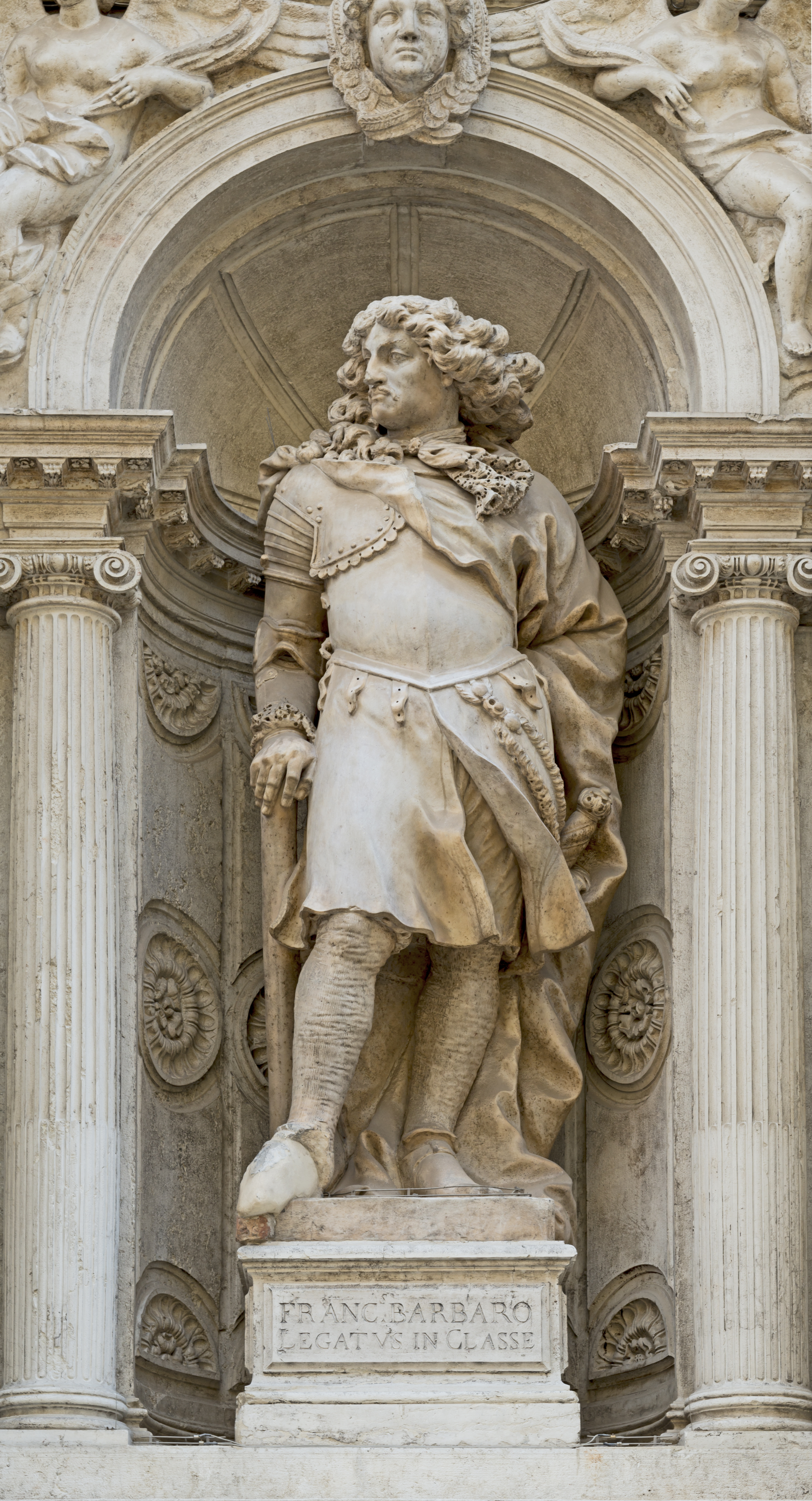
Francesco Barbaro
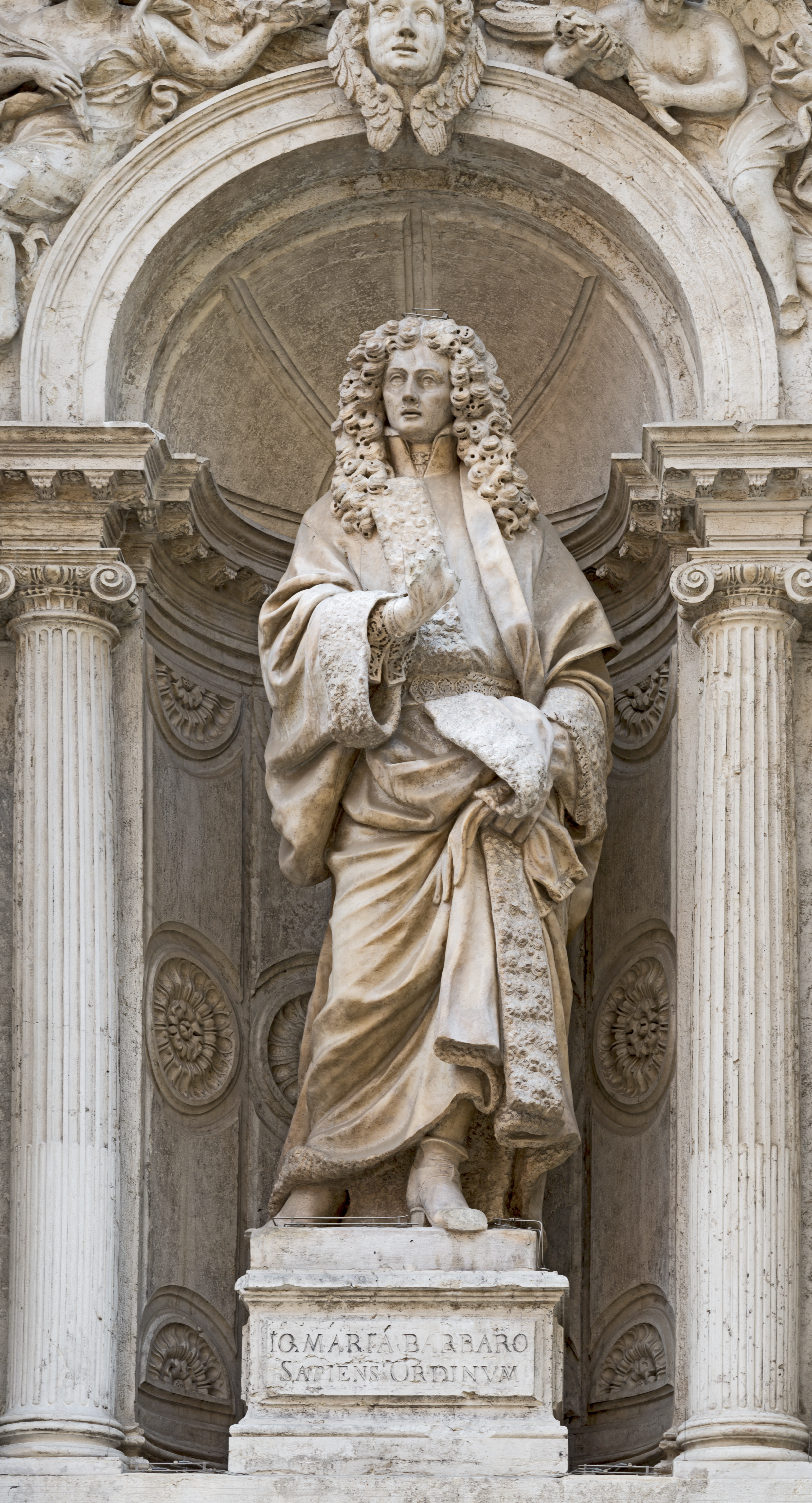
Giovanni Maria Barbaro.
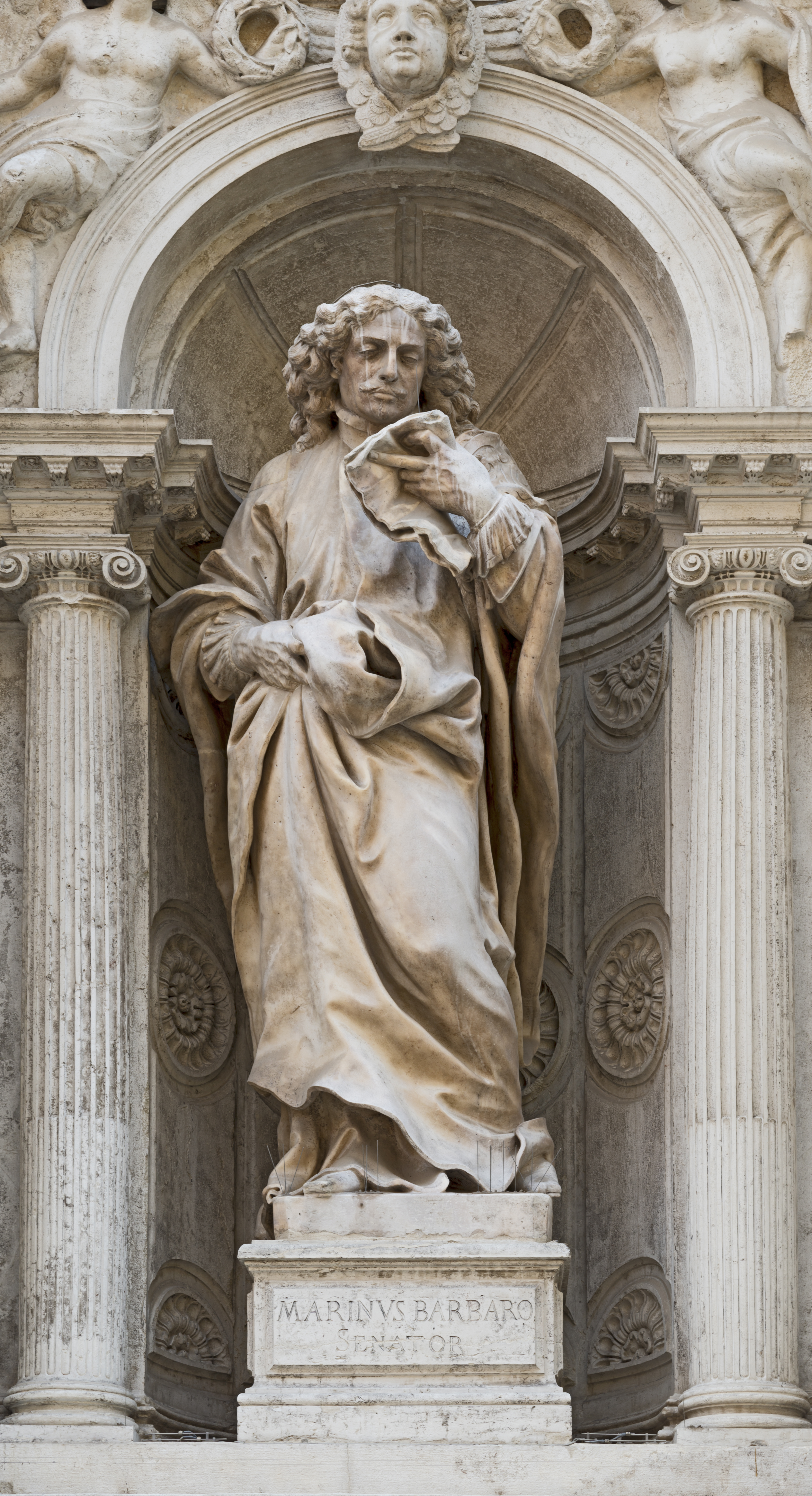
Marino Barbaro.

## Interior
El techo de la nave está decorado con un gran fresco de Antonio Zanchi. La nave está adornada con representaciones de la Viacrucis, obras de artistas como Francesco Zugno, Gianbattista Crosato, Gaspare Diziani, y Jacopo Marieschi.
En la entrada del lado derecho de la nave, en la capilla Molin, aparece el fresco Madonna con el Niño y el joven San Juan, la única obra de Rubens que se puede encontrar en las iglesias venecianas. Cerca de ello, también se coloca San Vincent Ferrer, realizado en 1750 por mano de los pintores Giovanni Battista Piazzetta y Giuseppe Angeli. El altar alberga las esculturas de Heinrich Meyring, relacionadas con la Anunciación. El presbiterio, ubicado detrás del altar mayor, se pueden ver las pinturas de los Evangelistas, obra de Jacopo Tintoretto, junto con el Cristo con dos santos, visible en el pasillo norte. Sebastiano Ricci y Palma el Joven firmaron otras obras del lugar sagrado. Alessandro Vittoria hizo algunos trabajos dentro de las puertas del órgano. En la segunda capilla a la derecha de San Gregorio Barbarigo, se encontró una escultura de Giovanni Maria Morlaiter. 

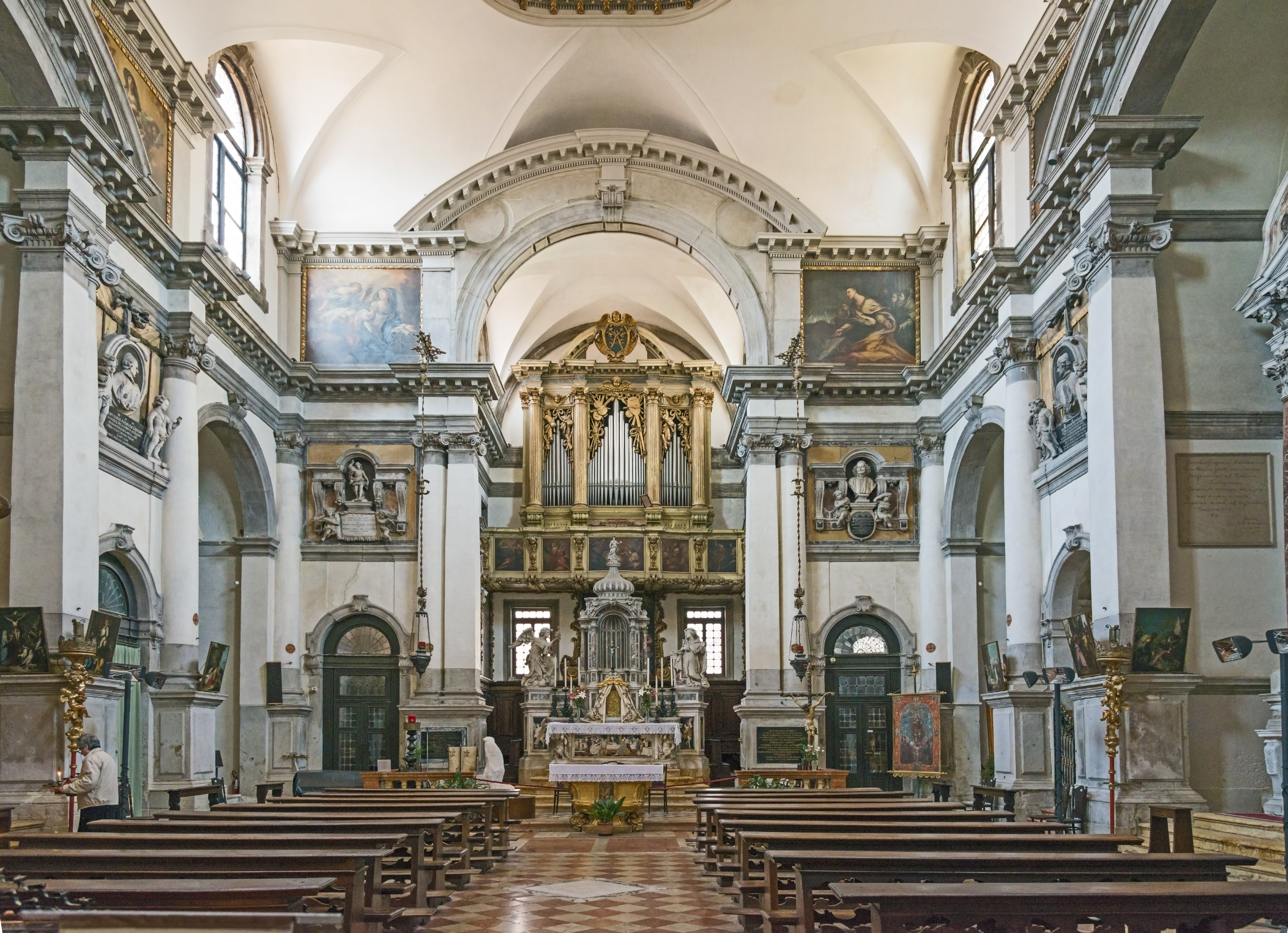
L'interior de la iglesia
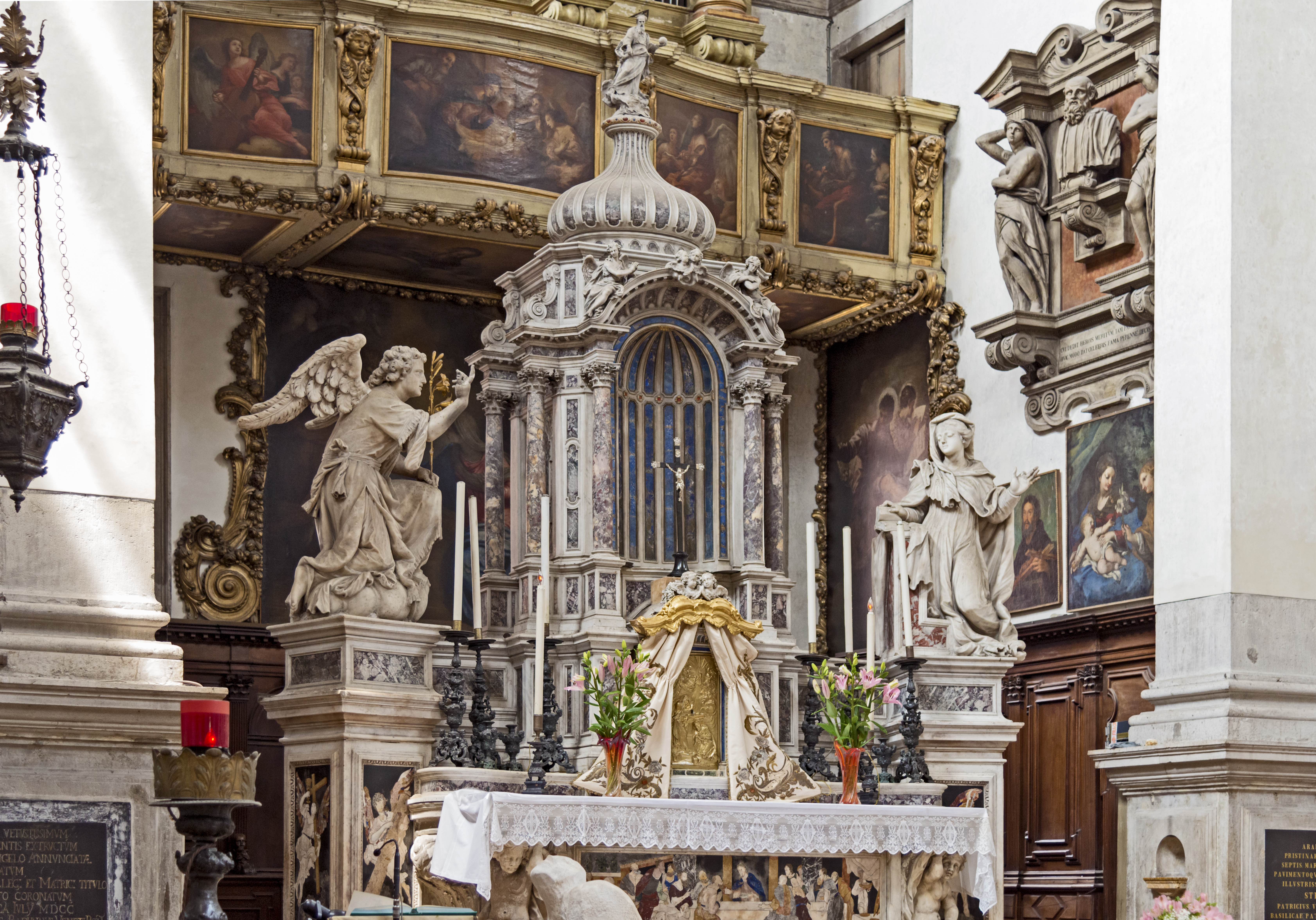
Altar major con Anunciación (obra de Enrico Merengo).
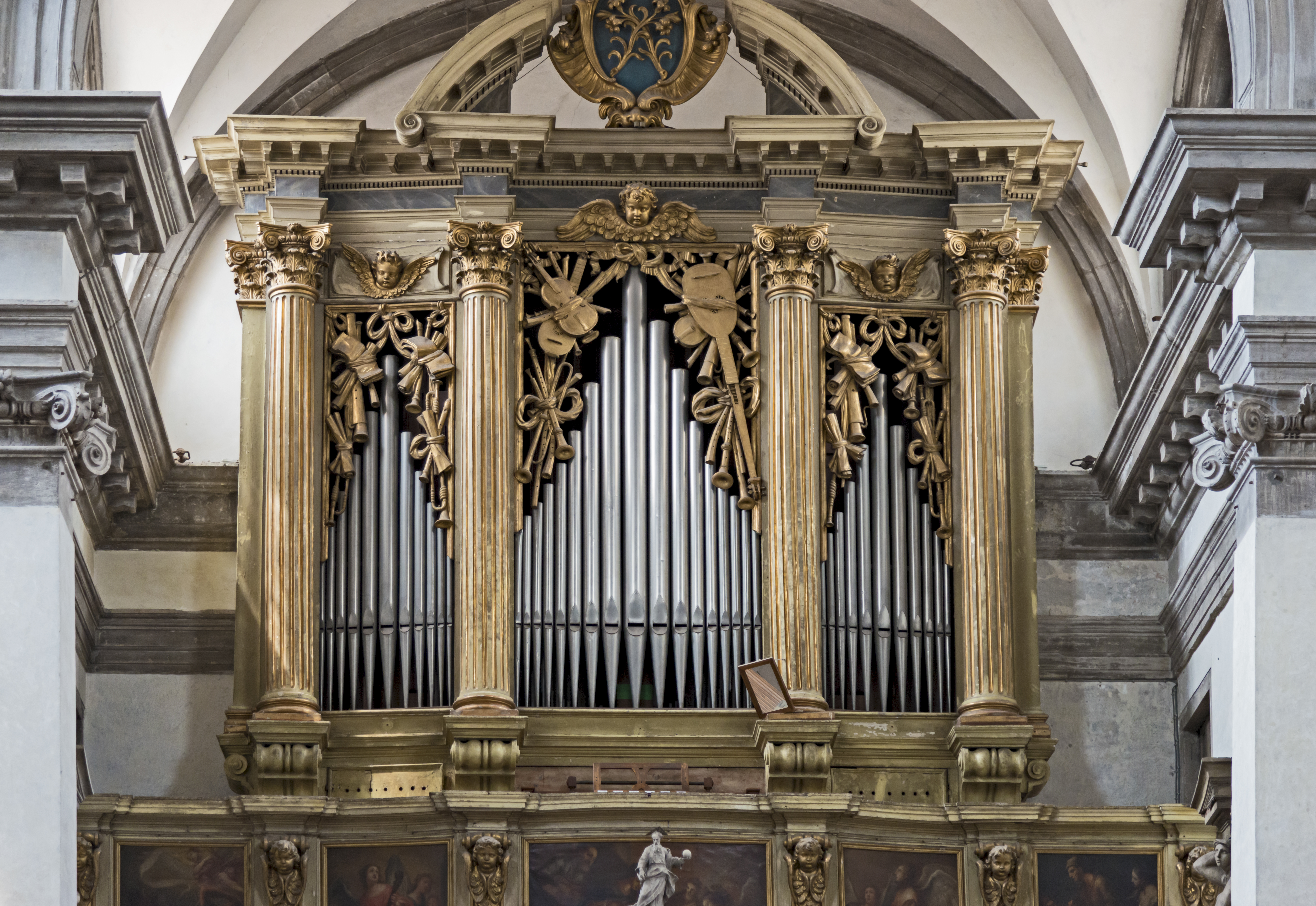
Organo (Mascioni, 1914)
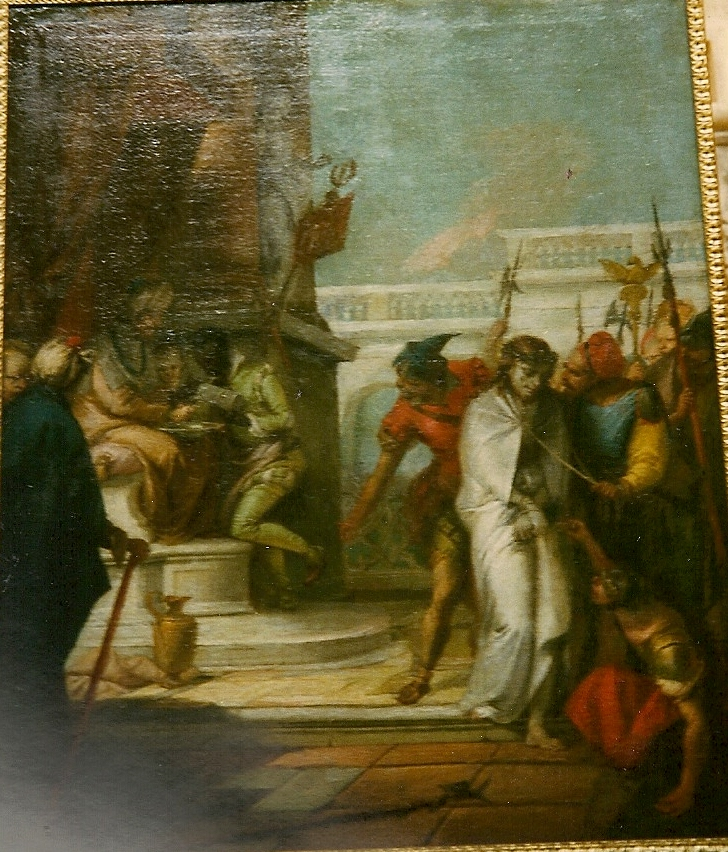
Cristo frente a Pilato (obra de Francesco Zugno)

## En la ficción
La iglesia y su parroquia se mencionan en la novela de Susanna Clarke titulada Jonathan Strange y el señor Norrell. Además, Santa Maria Zobenigo aparece en la novela Al otro lado del río y entre los árboles, publicada por Ernest Hemingway en 1950 (al capítulo IX, p. 77). 
La novela Venezianische Verlobung di Nicolas Remin está parcialmente ambientada en Santa Maria Zobenigo.